# کریس دان
کریس دان (انگلیسی: Kris Dunn؛ زادهٔ ۱۸ مارس ۱۹۹۴) بازیکن بسکتبال اهل ایالات متحده آمریکا است.